# River Lotilla
River Lotilla är ett vattendrag i Sydsudan.   Det ligger i delstaten Jonglei, i den östra delen av landet, 280 kilometer nordost om huvudstaden Juba.